# Saluhallen i Uppsala

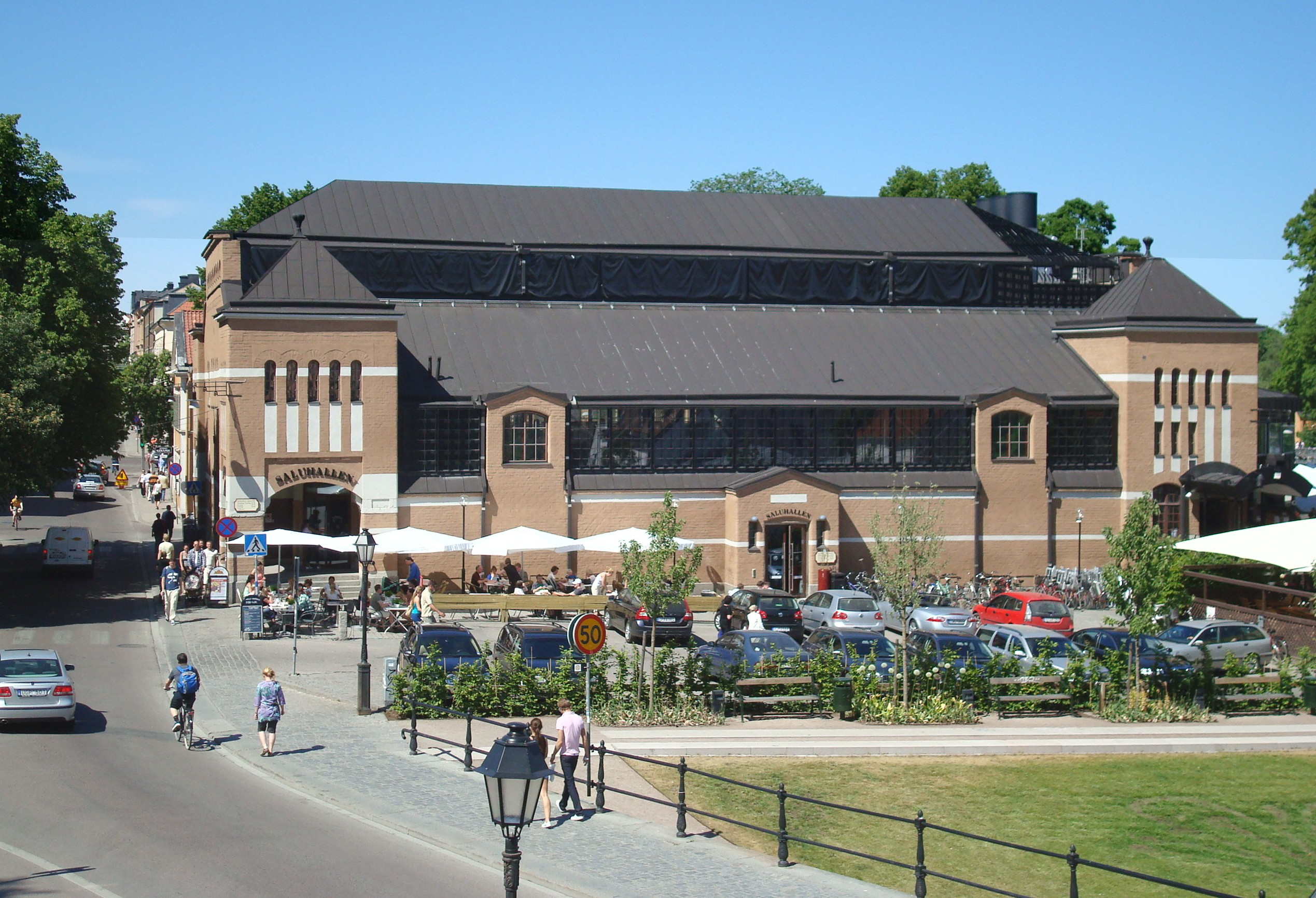
Uppsala saluhall, fasad mot söder, augusti 2008.

Saluhallen i Uppsala är en saluhall som ligger vid hörnet S:t Eriks torg / Vattugränd i Uppsala. Byggnaden uppfördes 1907–1909 efter ritningar av arkitekt Ture Stenberg och är en av Sveriges äldsta kvarvarande saluhallar. Byggnaden kallas i folkmun för ”Köttbasilikan”.

## Historia

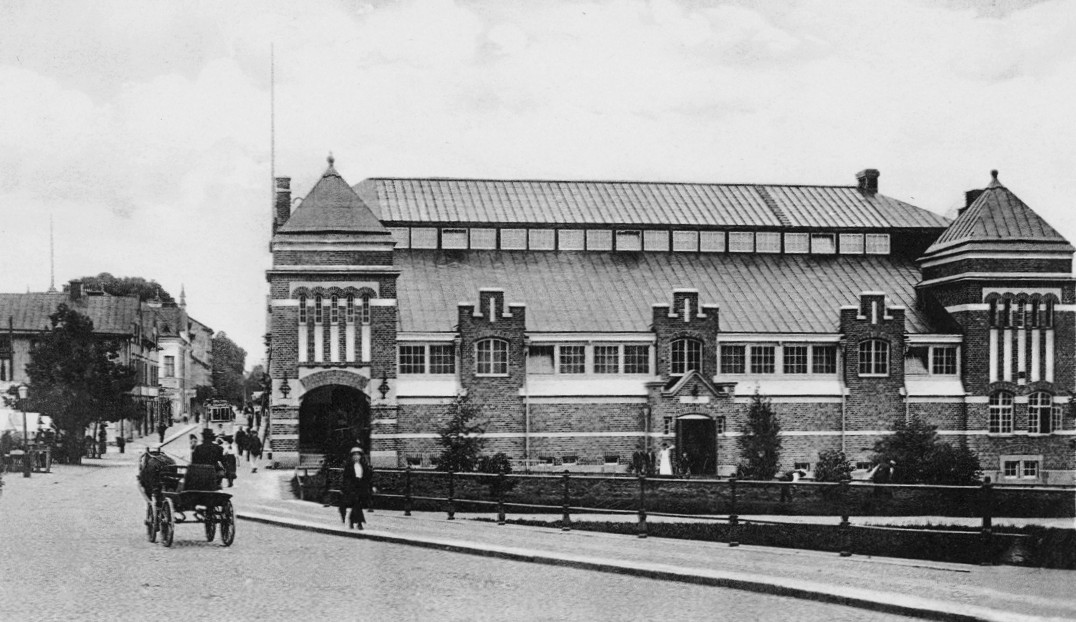
Uppsala saluhall på 1910-talet.

Byggnaden ritades 1907 av arkitekten Ture Stenberg i nationalromantisk stil och invigdes år 1909. Han gav byggnaden formen liknande en basilika i tre skepp med halvrund avslutning i öster mot Fyrisån. Fasaderna bestod ursprungligen av synligt rött murtegel med försänkta vitmålade partier. Idag är tegelytorna slammade och avfärgade i beige kulör. Stenberg var mycket verksam i Uppsala och kallades i lokaltidningar “det nyaste Uppsalas arkitekt”. Redan 1922 förändrades byggnaden till stor del i samband med en ombyggnad som leddes av stadsarkitekten Gunnar Leche.
Uppsalas saluhall tillkom huvudsakligen för att handlarna inte skulle stå och sälja kött utomhus på torget. I en klimatskyddad hallbyggnad gick det bättre att skydda matvaror för väder och vind, insekter, råttor och andra skadedjur. Även handlarnas handhygien kunde förbättras i en hall med tillgång till rinnande vatten. Under 1970-talet fanns planer på att riva saluhallen och bygga ett danspalats med restauranger på tomten. 1982 genomgick saluhallen en omfattande renovering.

### Brand och återuppbyggnad
Saluhallens takkonstruktion var av trä och fattade eld den 9 maj 2002 då stora delar av taket störtade ner i hallen som totalförstördes. Bara ytterväggarna stod kvar. Hallen återuppbyggdes i något förenklad form under åren 2003–2004. Fastigheten ägs sedan oktober 2013 av Svenssons Krogar, som också driver restauranger i saluhallen. I Saluhallen saluförs olika delikatesser som kryddor, ostar och charkuterier samt fisk och skaldjur. I byggnaden finns sex butiker och tre restauranger.

### Interiörbilder

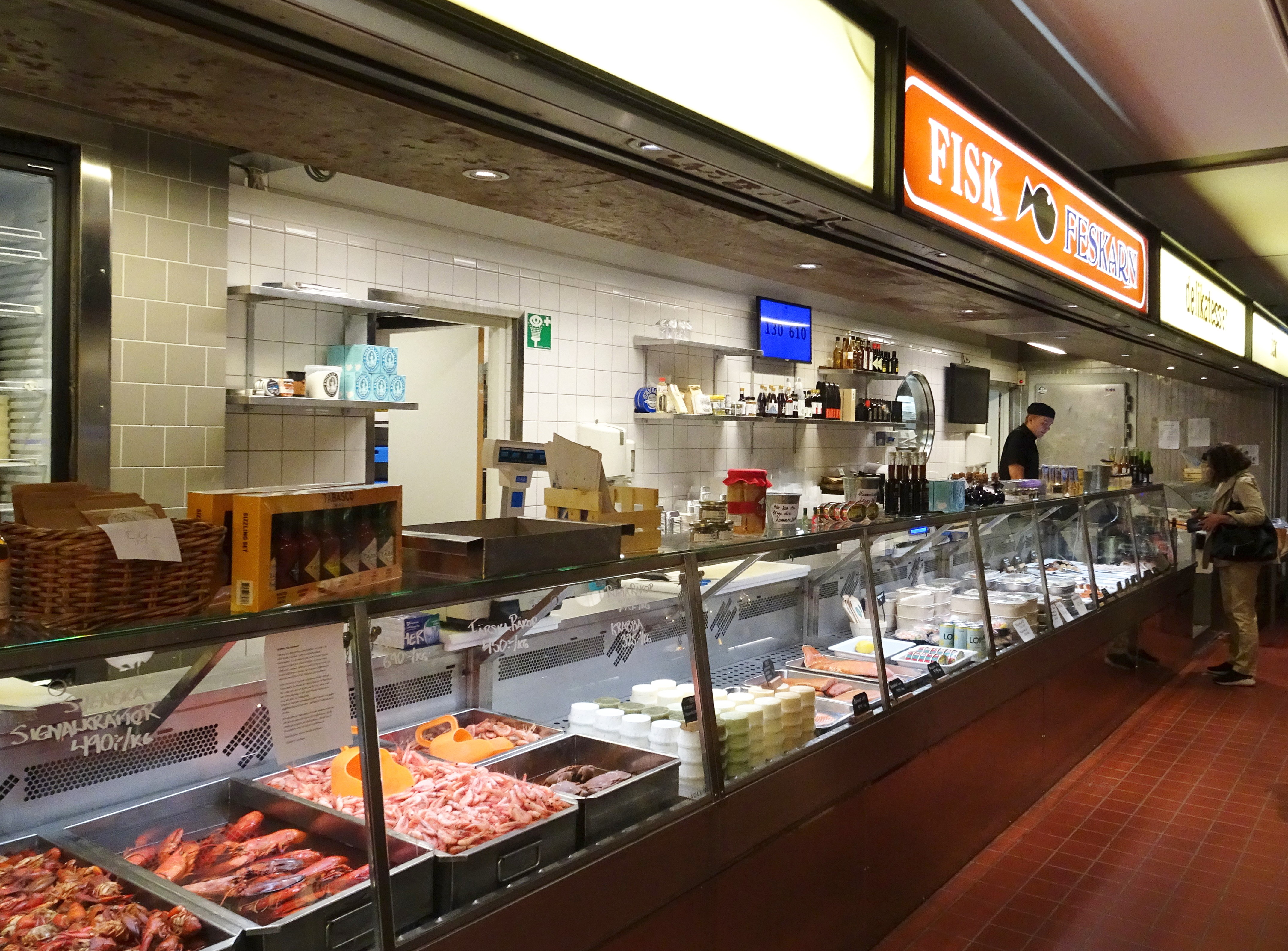
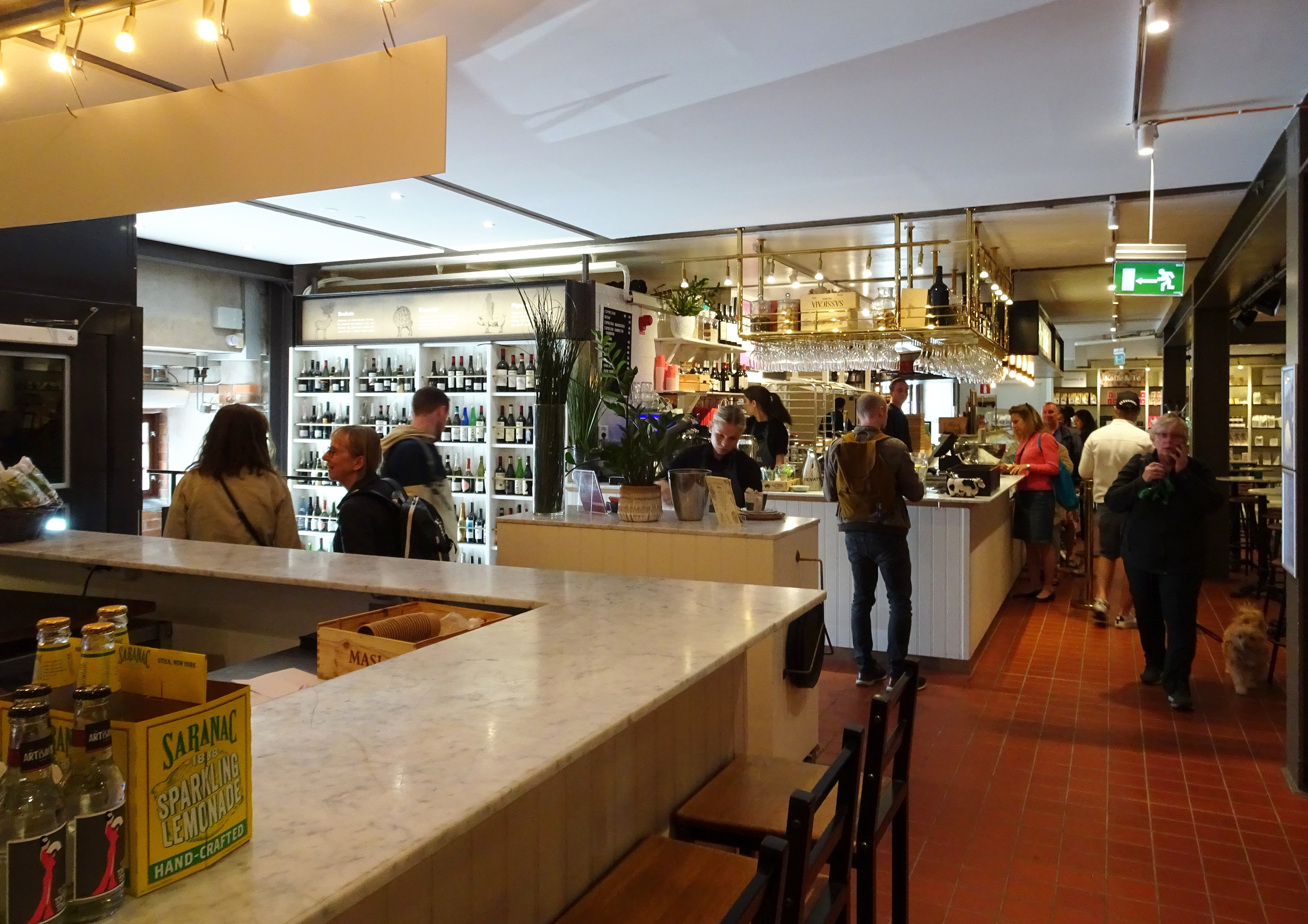
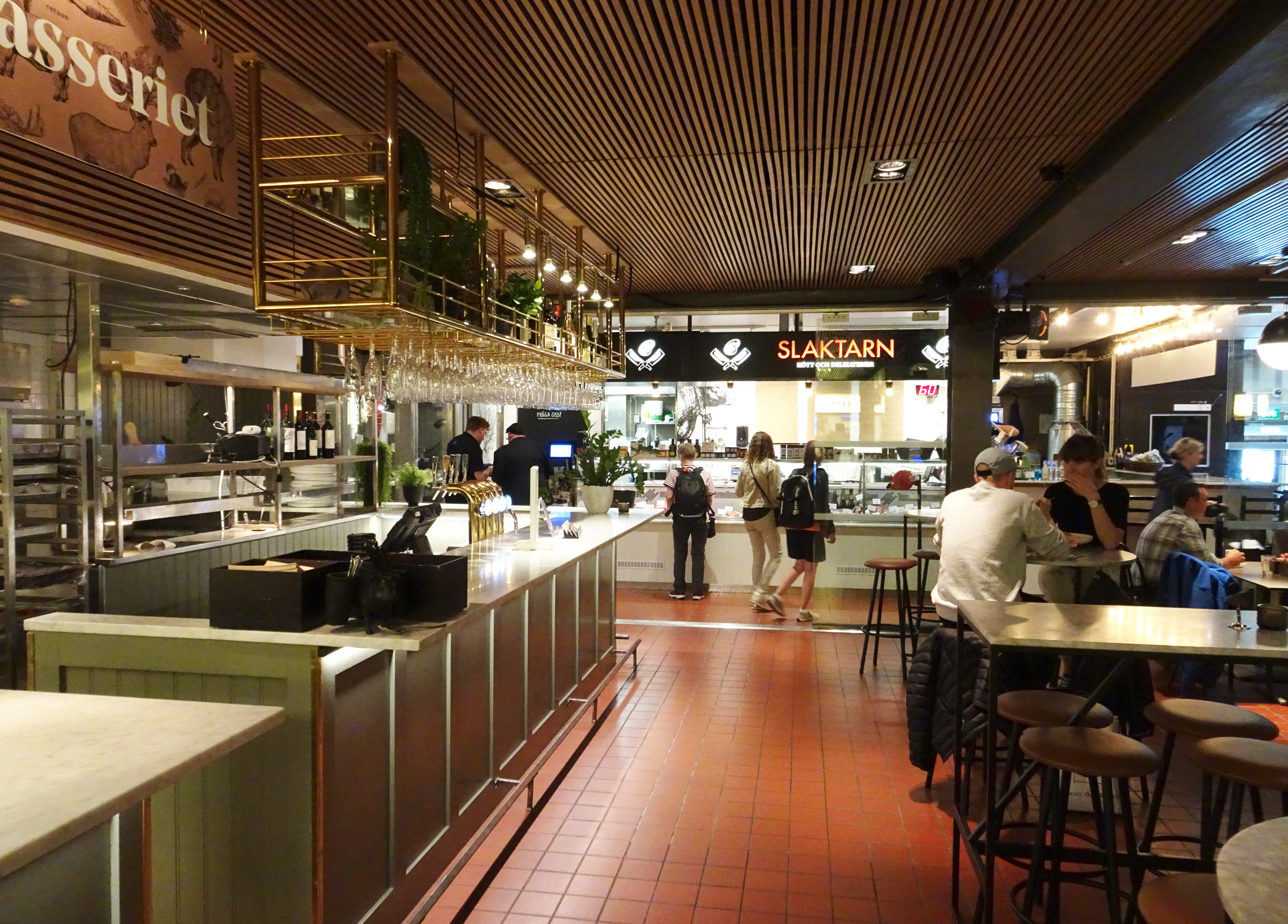
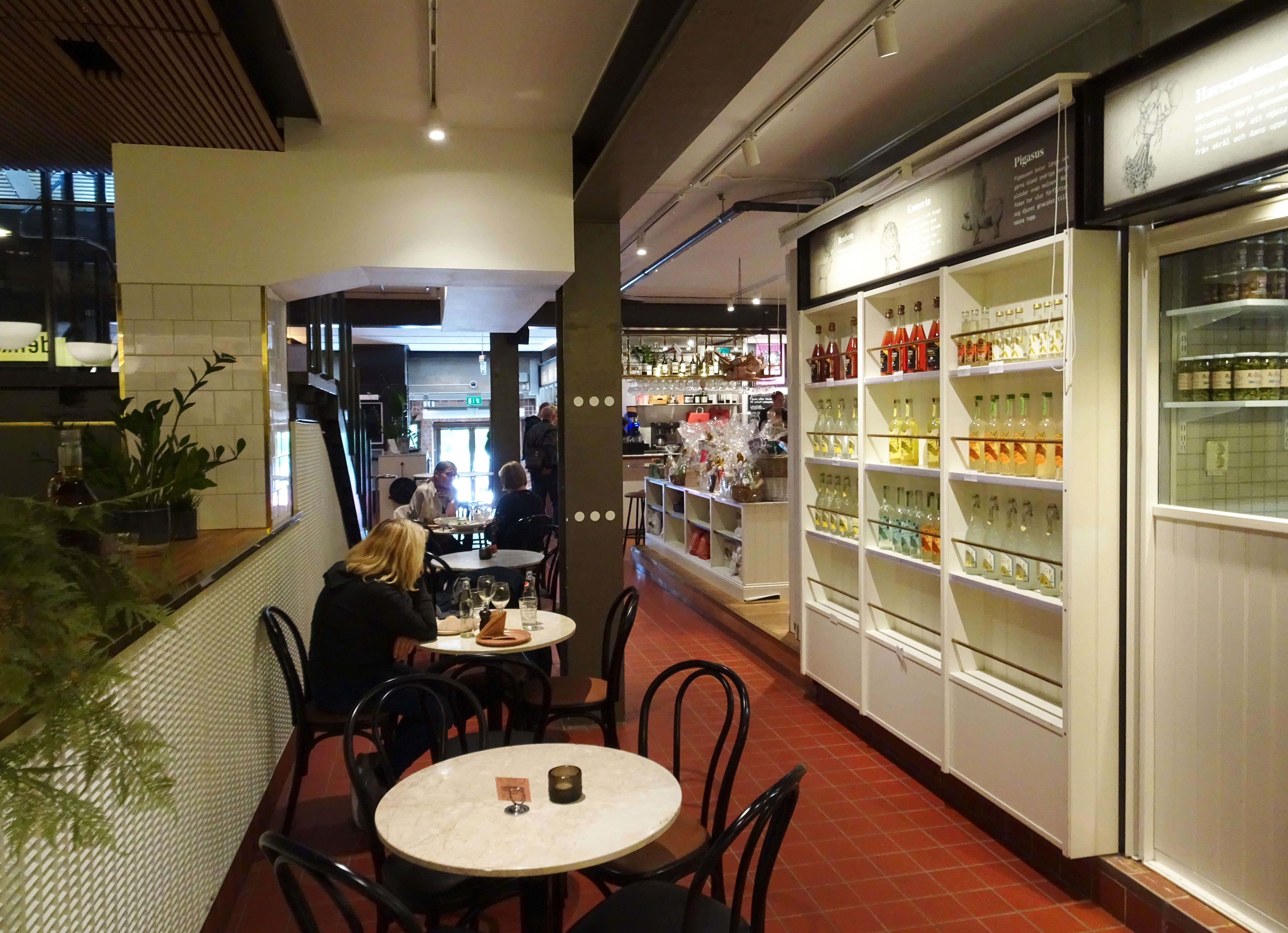
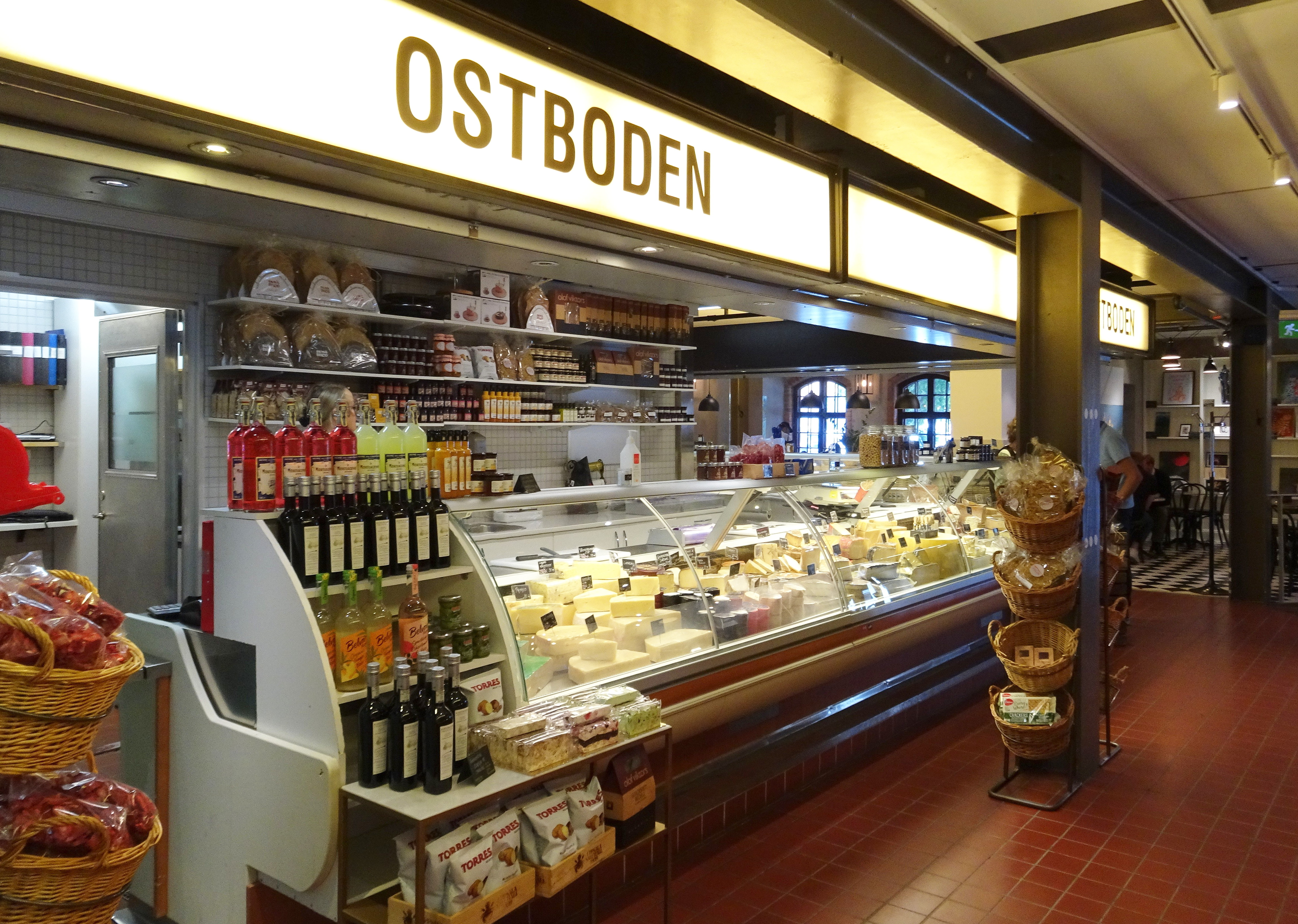